# Montigné-lès-Rairies
Montigné-lès-Rairies är en kommun i departementet Maine-et-Loire i regionen Pays de la Loire i nordvästra Frankrike. Kommunen ligger i kantonen Durtal som tillhör arrondissementet Angers. År 2022 hade Montigné-lès-Rairies 433 invånare.

## Befolkningsutveckling
Antalet invånare i kommunen Montigné-lès-Rairies
| Referens: INSEE |